# Mohammad Hadi Saravi
Mohammad Hadi Saravi (persisk: محمدهادی ساروی; født 6. januar 1999) er en iransk bryder, der konkurrerer i græsk-romersk stil.
Han repræsenterede Iran ved sommer-OL 2020 i Tokyo, hvor han tog bronze i 97 kg.